# Étray
Étray település Franciaországban, Doubs megyében. Lakosainak száma 290 fő (2022. január 1.). Étray Valdahon, Les Premiers-Sapins és Vernierfontaine községekkel határos.

## Népesség
A település népességének változása:
| Lakosok száma | 109  | 104  | 115  | 172  | 246  | 264  | 261  | 281  | 285  | 290  |
|               | 1968 | 1982 | 1990 | 2006 | 2013 | 2015 | 2017 | 2019 | 2020 | 2022 |